# Alan Kristmanson
Alan Kristmanson, né le 5 novembre 1961, à Vancouver, au Canada, est un ancien joueur canadien de basket-ball.

## Palmarès
- 3e du championnat des Amériques 1988